# Santa María (Dávao Occidental)
Santa María es un municipio filipino de segunda categoría, situado en la parte sudeste de la isla de Mindanao. Forma parte de  la provincia de Dávao Occidental situada en la Región Administrativa de Dávao en cebuano Rehiyon sa Davao, también denominada Región XI. Para las elecciones está encuadrado en el Segundo Distrito Electoral.

## Barrios
El municipio  de Santa María se divide, a los efectos administrativos, en 22 barangayes o barrios, conforme a la siguiente relación:
| - Basiaguán - Buca - Cadaatán - Kidadán - Kisulad - Malalag Tubig | - Mamacao - Ogpao - Población - Pongpong - San Agustín - San Antonio | - San Isidro - San Juan - San Pedro - San Roque - Tanglad - Santo Niño |  |  |

## Historia
El actual territorio de la provincia de Davo Oriental  fue parte de la provincia de Caraga durante la mayor parte del Imperio español en Asia y Oceanía (1520-1898).
A principios del siglo XX la isla de Mindanao se hallaba dividida en siete distritos o provincias.
El Distrito 4.º de Dávao, llamado hasta 1858  provincia de Nueva Guipúzcoa, tenía por capital el pueblo de Dávao e incluía la  Comandancia de Mati. Santa María, tal como entonces se conocía,  era una visita de Malalag.
En 1967, la provincia de Dávao se divide en tres provincias: Dávao del Norte, Dávao del Sur y Dávao Oriental.